# Kataloniens MotoGP 2005
Kataloniens MotoGP 2005 kördes den 12 juni på Circuit de Catalunya.

## MotoGP

### Slutresultat
| Plats | Förare            | Märke     | Grid | Kvaltid  |
| ----- | ----------------- | --------- | ---- | -------- |
| 1     | Valentino Rossi   | Yamaha    | 3    | 1.42,723 |
| 2     | Sete Gibernau     | Honda     | 1    | 1.42,337 |
| 3     | Marco Melandri    | Honda     | 2    | 1.42,390 |
| 4     | Alex Barros       | Honda     | 9    | 1.43,159 |
| 5     | Nicky Hayden      | Honda     | 5    | 1.42,847 |
| 6     | Max Biaggi        | Honda     | 4    | 1.42,756 |
| 7     | Colin Edwards     | Yamaha    | 7    | 1.43,109 |
| 8     | Troy Bayliss      | Honda     | 15   | 1.44,122 |
| 9     | Shinya Nakano     | Kawasaki  | 12   | 1.43,607 |
| 10    | Rubén Xaus        | Ducati    | 16   | 1.44,193 |
| 11    | Carlos Checa      | Ducati    | 8    | 1.43,129 |
| 12    | Loris Capirossi   | Ducati    | 6    | 1.42,992 |
| 13    | David Checa       | Yamaha    | 18   | 1.45,310 |
| 14    | Roberto Rolfo     | Ducati    | 17   | 1.44,934 |
| 15    | Kenny Roberts Jr. | Suzuki    | 13   | 1.43,787 |
| 16    | Shane Byrne       | Proton KR | 19   | 1.45,636 |
| 17    | Alex Hofmann      | Kawasaki  | 14   | 1.43,864 |
| 18    | James Ellison     | Blata     | 20   | 1.46,750 |
| 19    | Franco Battaini   | Blata     | 21   | 1.47,599 |
| 20    | John Hopkins      | Suzuki    | 11   | 1.43,291 |
| 21    | Makoto Tamada     | Honda     | 10   | 1.43,207 |